# Martin Dolk
Martin Per Dolk, född 25 mars 1990, är en svensk handbollsspelare. Han spelar som både vänstersexa och niometersspelare. 
Dolk är i handbollsled synonym med Stockholmsklubben Hammarby IF där han var med  och tog två SM-guld som ung, 2007 och 2008. Säsongen 2012/2013 vann han Elitseriens skytteliga med 214 gjorda mål och blev även uttagen i säsongens All-Star Team. Denna bedrift upprepade han sedan under 2021/2022.
Dolk gjorde även en kort sejour i danska KIF Kolding där han, mycket tack vare skador, inte lyckades göra något större intryck. Det till trots vann han under sin tid i klubben ett DM-Guld. 
2015 vände han hem till Hammarby. Laget hade efter hans klubbyte hamnat i en nedåtgående spiral som slutligen innebar degradering till Allsvenskan säsongen 2018/19. Säsongen därpå hamnade man på andra plats, men nekades kval på grund av Coronaviruset. Istället dröjde det ett år till innan Bajen tog steget upp. Under åren i Allsvenskan var Dolk en stor stjärna och vann bland annat skytteligan.
Hammarby nådde slutspel den första säsongen tillbaka och följde därefter upp prestationen med att ta sig hela vägen till semifinal året därpå. Man tog dessutom silver i Svenska cupen 2023 efter en snopen finalförlust mot IFK Kristianstad. Under denna satte Dolk bland annat den avgörande straffen för att ta matchen till förlängning.
Hammarby nådde återigen slutspel och dessutom final i Handbollsligan 2025. I finalserien mot Ystads IF hade Dolk en nyckelroll i den andra finalen där han gjorde nio mål och Hammarby vann med 37-35 i för kvällen slutsålda Eriksdalshallen på Södermalm i Stockholm. Första och tredje rundan vann Ystad och finalserien avgjordes efter en Ystadvinst i fjärde rundan i Eriksdalshallen som återigen var fullsatt med publiksiffran 2350.  